# Seznam iranskih matematikov
Seznam iranskih matematikov.

## A
- Abhari
- Abu Nasr Mansur (okoli 970 - 1036)
- Abul Vefa (940 - 998)
- Al-Hvarizmi (780 - 850)

## B
- Balkhi
- Balkhi, Ibn Sahl
- al-Biruni (973 - 1048)

## F
- al-Farisi (1267 - 1319)
- Farsi

## H
- Ibn al-Haitam (965 - 1041)
- Omar Hajam (1048 - 1131)

## I
- Isfahani Abol-fath

## J
- Gorgani, Abu Saeed

## K
- al-Karadži
- Gijasedin al-Kaši (okoli 1370 - 1429)
- Khazeni, Abu Jafar
- al-Kudžandi (okoli 940 - 1000)
- Kušiar (971 - 1029)
- Kuhi, Rostam

## M
- Mahani
- Marvazi
- Marjam Mirzahani (1977 - 2017)

## N
- al-Nasavi (1010 - 1075)
- Nayrizi

## Q
- Qazi Zadeh
- Qazwini

## S
- Samarqandi, Ashraf
- Sijzi

## T
- Nasir at-Tusi (1201 - 1274)
- Tusi, Sharafeddin